# ZAiKS

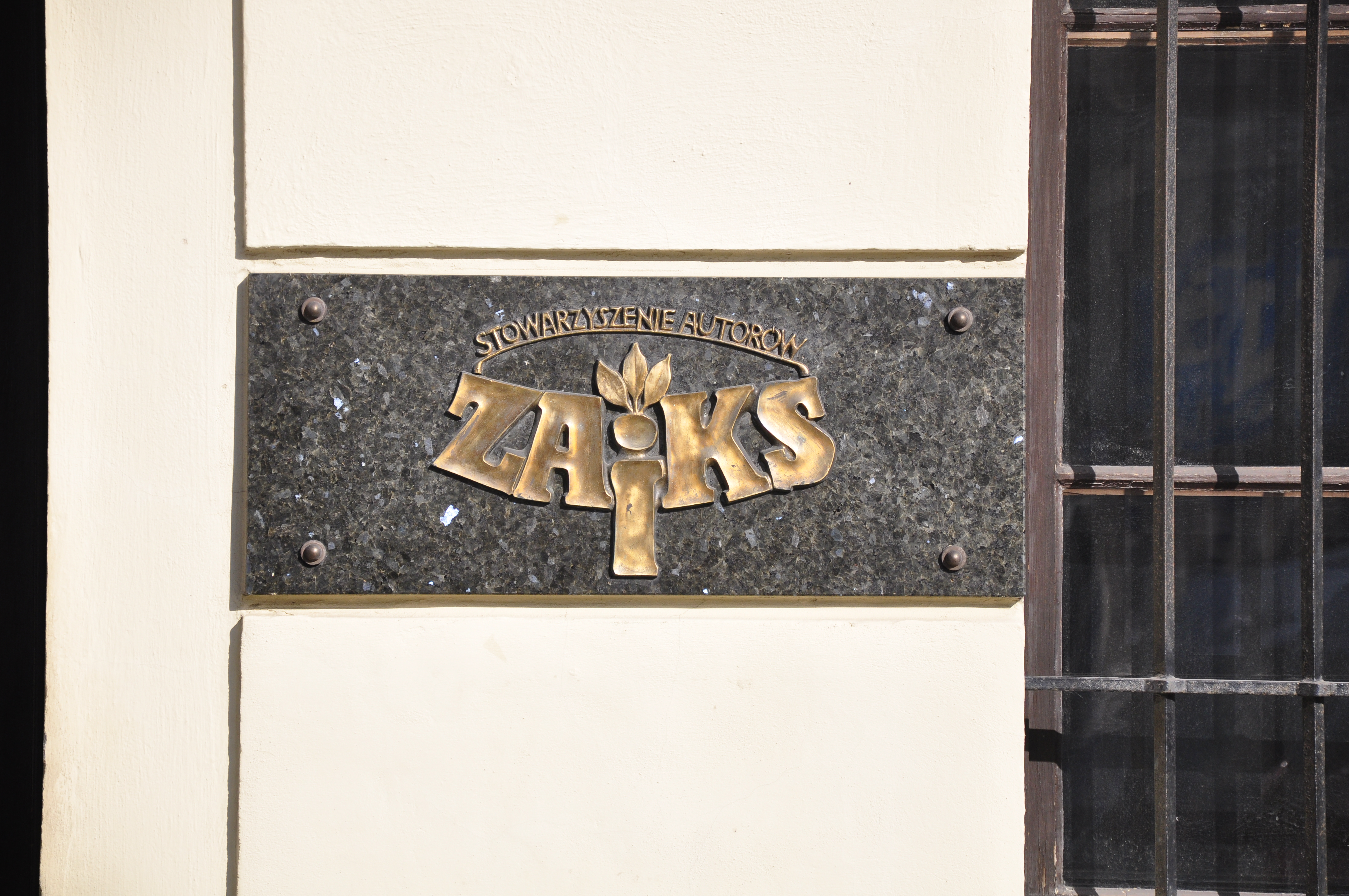
Logo am Hauptsitz im Warschauer Palast Dom Pod Królami

Stowarzyszenie Autorów ZAiKS (ZAiKS = Związek Autorów i Kompozytorów Scenicznych – Vereinigung der Bühnenautoren und -komponisten) ist eine Vereinigung der polnischen Künstler zum Schutz ihrer Urheberrechte. Diese Organisation verwaltet und vermarktet die Urheberrechte. ZAiKS wurde 1918 gegründet.